# Glosholmen
Glosholmen est une île dans le landskap Sunnhordland du comté de Vestland. Elle appartient administrativement à Lindås.

## Géographie
Rocheuse et couverte d'arbres, elle s'étend sur environ 188 m de longueur pour une largeur approximative de 137 m. 